# Nick Castle
Nicholas Castle és un guionista, director de cinema i actor estatunidenc. És conegut per interpretar a Michael Myers a la pel·lícula de terror de John Carpenter Halloween (1978). Va repetir el paper a Halloween (2018), i les seves seqüeles Halloween Kills (2021) i Halloween Ends (2022). Castle també va coescriure Fuga de Nova York (1981) amb Carpenter. Després de Halloween, Castle es va convertir en director, prenent el timó de pel·lícules com El guerrer de les galàxies (1984), Més enllà de la realitat (1986), Daniel, el trapella (1993), i Major Payne (1995).

## Carrera
Els crèdits cinematogràfics de Castle com a director inclouen Dark Star on va interpretar l'alien de la pilota de platja, Major Payne, Daniel, el trapella, El guerrer de les galàxies, i La guerra de Connors. Va escriure els guions de les pel·lícules Fuga de Nova York i Hook. HVa ser l'escriptor i director de la pel·lícula Tap dancing.
El 1978, va interpretar l'icònic paper protagonista de Michael Myers a la clàssica pel·lícula de terror Halloween, dirigida per l'antic El company de classe de la USC John Carpenter, i se li pagava 25 dòlars al dia. Les col·laboracions posteriors de Castle amb Carpenter van incloure que el seu nom s'utilitzava com un dels noms dels personatges principals a La boira, coescrivint el guió de Fuga de Nova York, i interpretant la cançó principal de Big Trouble in Little China com a part de la banda The Coup De Villes, al costat de Carpenter i un altre amic, Tommy Lee Wallace. Després d' Halloween, Castle va debutar com a director a Tag: The Assassination Game, seguit d'haver estat al capdavant de pel·lícules com El guerrer de les galàxies, Més enllà de la realitat, Daniel, el trapella, i Major Payne.
Castle va escriure August Rush, un musical-drama dirigit per Kirsten Sheridan i protagonitzat per Freddie Highmore, Jonathan Rhys-Meyers, Robin Williams, i Keri Russell, que es va estrenar el 2007. També protagonitza ell mateix al documental de 2010 Halloween: The Inside Story del cineasta filipí Nick Noble.
El 2018, Castle va repetir el seu paper de Michael Myers a la seqüela directa, Halloween, dirigida per David Gordon Green, convertint-se en el tercer actor a interpretar Michael Myers més d'una vegada. L'anunci de la participació de Nick Castle va ser àmpliament informat quan va tornar a prendre el paper de Michael Myers que va originar, amb l'especialista James Jude Courtney només fent feina addicional com a personatge. No obstant això, una entrevista amb Courtney va revelar que el temps de pantalla de Castle era mínim i que la gran majoria del treball sota la màscara va ser realitzat pel mateix Courtney, la qual cosa va portar a la pregunta de si el retorn de Castle havia estat tergiversat per la producció. Mentre que Courtney va participar en totes les escenes amb Myers, incloses les de Castle, només va participar durant una quantitat mínima de rodatge, que Castle va descriure als periodistes al plató com un aparició de cameo, Castle cobreix el seu paper en una escena amb Jamie Lee Curtis i va fer tots els sons respiratoris de Michael Myers en postproducció. Courtney es va referir a col·laborar amb Castle com un "honor", mentre que Castle ho va descriure com un "pas de la torxa". l 26 de juliol de 2019, es va confirmar que Castle tornaria per a les seqüeles de la pel·lícula de 2018, Halloween Kills (2021) i Halloween Ends (2022) per a algunes escenes com Michael Myers, amb James Jude Courtney tornant a interpretar Myers per a la majoria de les pel·lícules.
Castle va guanyar un Premi Saturn al millor guió per Més enllà de la realitat, un Silver Raven (per El cel no pot esperar), un Gran Premi (per El guerrer de les galàxies), un Grifó de Bronze i una Medalla d'Or del Consell Regional.

## Filmografia

### Pel·lícula
| Any  | Pel·lícula                        | Director | Guionista | Notes                  |
| ---- | --------------------------------- | -------- | --------- | ---------------------- |
| 1970 | The Resurrection of Broncho Billy | No       | Argument  | També fotografia, curt |
| 1979 | Skatetown, U.S.A.                 | No       | Sí        |                        |
| 1980 | Pray TV                           | No       | Sí        |                        |
| 1981 | Fuga de Nova York                 | No       | Sí        |                        |
| 1982 | Tag: The Assassination Game       | Sí       | Sí        | debut com a director   |
| 1984 | El guerrer de les galàxies        | Sí       | No        |                        |
| 1986 | Més enllà de la realitat          | Sí       | Sí        |                        |
| 1989 | Tap dancing                       | Sí       | Sí        |                        |
| 1991 | Hook                              | No       | Argument  |                        |
| 1993 | Daniel, el trapella               | Sí       | No        |                        |
| 1995 | Major Payne                       | Sí       | No        |                        |
| 1996 | Mr. Wrong                         | Sí       | No        |                        |
| 2001 | El cel no pot esperar             | Sí       | No        |                        |
| 2001 | 'Twas the Night                   | Sí       | No        |                        |
| 2004 | The Seat Filler                   | Sí       | No        |                        |
| 2006 | La guerra de Connors              | Sí       | No        | Directa a vídeo        |
| 2007 | August Rush                       | No       | Sí        |                        |

| Paper d’actor | Paper d’actor                  | Paper d’actor                   | Paper d’actor                                           |
| Any           | Pel·lícula                     | Paper                           | Notes                                                   |
| ------------- | ------------------------------ | ------------------------------- | ------------------------------------------------------- |
| 1974          | Dark Star                      | Alien de la pilota a la platja  | També assistent de càmera                               |
| 1978          | Halloween                      | Michael Myers / The Shape       |                                                         |
| 1981          | Fuga de Nova York              | Pianista                        |                                                         |
| 1981          | Halloween II                   | Michael Myers / The Shape       | Sons de respiració d’arxiu                              |
| 1986          | Més enllà de la realitat       | The Coupe De Villes             |                                                         |
| 2018          | Halloween                      | Michael Myers / The Shape       | Cameo i sons de respiració                              |
| 2019          | In Search of Darkness          | Ell mateix                      | Documental                                              |
| 2020          | In Search of Darkness: Part II | Ell mateix                      | Documental                                              |
| 2021          | Halloween Kills                | Michael Myers / The Shape       |                                                         |
| 2022          | Halloween Ends                 | Michael Myers / Noi de la festa | Cameo i sons de respiració de Michael Myers / The Shape |

### Televisió
| Any  | Títol            | Director | guionista | Notes                                           |
| ---- | ---------------- | -------- | --------- | ----------------------------------------------- |
| 1987 | Amazing Stories  | Sí       | No        | Episodi: "The 21-Inch Sun"                      |
| 1988 | Mama's Family    | No       | Concepte  | Episodi: "Mama's Girls"                         |
| 1990 | Shangri-La Plaza | Sí       | Sí        | També productor executiu i compositor, TV Pilot |
| 2001 | 'Twas the Night  | Sí       | No        | Telefilm                                        |